# Lee Mason

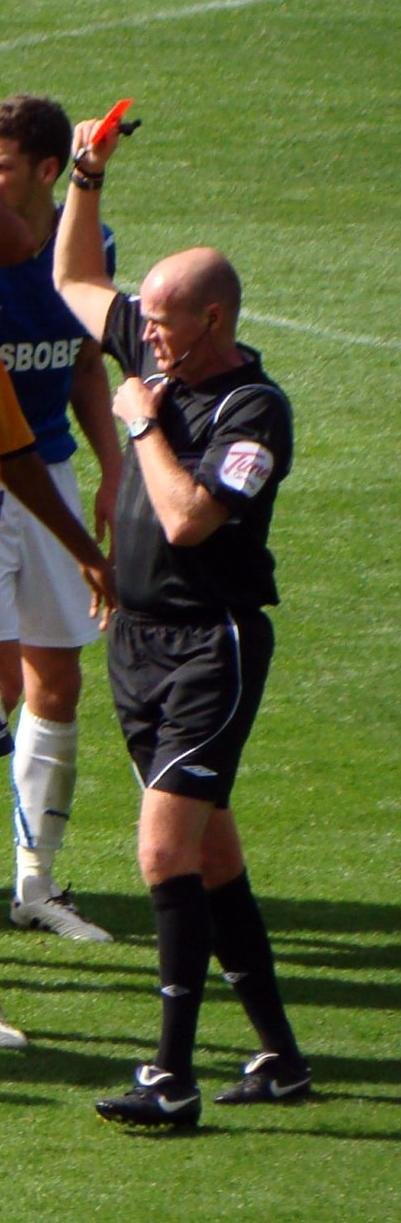
Lee Mason (2010)

Lee Mason (* 29. Oktober 1971 in Bolton, Greater Manchester) ist ein ehemaliger englischer Fußballschiedsrichter.
Mason begann 1988 als Schiedsrichter. Ab 2002 leitete Mason insgesamt 115 Spiele in der English Football League, von 2006 bis 2021 leitete er insgesamt 286 Spiele in der Premier League. Zudem war er nach dessen Einführung als Videoschiedsrichter im Einsatz.
Am 1. März 2020 war Mason Schiedsrichter im Finale des EFL Cups 2019/20 zwischen Aston Villa und Manchester City (1:2) im Londoner Wembley-Stadion.
Nach der Saison 2020/21 beendete Mason seine Karriere als Schiedsrichter und im Februar 2023 seine Tätigkeit als Videoschiedsrichter.